# Пеллеас и Мелизанда (Шёнберг)
Пеллеас и Мелизанда, соч. 5 — симфоническая поэма, написанная Арнольдом Шёнбергом и завершённая им в феврале 1903 года. Премьера произведения состоялась 25 января 1905 года в Музикферайне в Вене под управлением композитора на концерте, программа которого также включала первое исполнение оперы Александра фон Цемлинского «Русалочка». Работа Шёнберга основана на одноимённой пьесе бельгийского драматурга Мориса Метерлинка на тему, предложенную писателю Рихардом Штраусом.
Начав работу над композицией в 1902 году, Шёнберг не подозревал, что в скором времени в Париже должна была состояться премьера оперы Клода Дебюсси «Пеллеас и Мелизанда», которая также была написана по пьесе Метерлинка.

## Исполнительский состав
Поэма написана для оркестра, содержащего следующие инструменты:
- флейта-пикколо
- 3 флейты
- 3 гобоя
- английский рожок
- кларнет in Es
- 3 кларнета in Bb, in A
- бас-кларнет
- 3 фагота
- контрафагот
- 8 валторн in F
- 4 трубы in E, in F
- альтовый тромбон[англ.]
- 4 теноро-басовых тромбона
- туба
- литавры (2 исполнителя)
- треугольник
- тарелки
- тамтам
- теноровый барабан
- бас-барабан
- колокольчики
- 4 арфы
- струнные

## Структура
Произведение написано в тональности ре минор и является примером ранних тональных работ Шёнберга. Оно представляет собой одну непрерывную часть, состоящую из множества взаимосвязанных разделов. Основные разделы имеют следующие темповые обозначения:
- Die Achtel ein wenig bewegt – zögernd
- Heftig
- Lebhaft
- Sehr rasch
- Ein wenig bewegt
- Langsam
- Ein wenig bewegter
- Sehr langsam
- Etwas bewegt
- In gehender Bewegung
- Breit

## Темы произведения
Темы Мелизанды в поэме основаны на мотиве из трёх нот:
Этот мотив связывает воедино все темы пьесы:
Сразу за первой темой Мелизанды следует «тема судьбы»:
После изложения темы судьбы вводится мотив Пеллеаса, также содержащий три ноты из темы Мелизанды: